# NGC 6003
NGC 6003 est une galaxie lenticulaire située dans la constellation du Serpent. Sa vitesse par rapport au fond diffus cosmologique est de (4154 ± 8 km/s), ce qui correspond à une distance de Hubble de 61,3 ± 4,3 Mpc (∼200 millions d'al). NGC 6003 a été découverte par l'astronome français Édouard Stephan en 1879.
NGC 6003 présente une large raie HI et elle renferme des régions d'hydrogène ionisé. De plus, c'est une galaxie lumineuse dans l'infrarouge (LIRG). C'est aussi une galaxie à sursaut de formation d'étoiles.
À ce jour, une mesure non basée sur le décalage vers le rouge (redshift) donnent une distance d'environ 52,30 Mpc (∼171 millions d'al). Cette valeur est à l'extérieur des valeurs de la distance de Hubble mais reste compatible avec celles-ci.
Selon Abraham Mahtessian, NGC 6003 et NGC 6004 forment une paire de galaxies.